# Luca Rangoni
Luca Rangoni (né le 23 septembre 1968 à Bologne, en Émilie-Romagne) est un pilote automobile italien.

## Biographie
En 2004, il fonde l'écurie Rangoni Motorsport.

## Palmarès
- 1989 : Championnat Formula Alfa Boxer italien - 6e
- 1990 : Trophée F2000 italien (Dallara/Alfa Romeo) - 8e
- 1991 : Trophée F2000 italien (Dallara/Alfa Romeo) 2e, (3 victoires)
- 1993 : Championnat d'Italie de Formule 3 (Dallara/Fiat Abarth), 12e
- 1994 : Championnat d'Italie de Formule 3 (Dallara/Fiat Abarth), 4e (1 victoire)
- 1995 : Championnat d'Italie de Formule 3 (Dallara/Fiat Abarth), champion, (5 victoires)
- 1996 : Championnat international de Formule 3000, 17e
- 1999 : Renault Sport Clio Trophy, 4e (2 victoires)
- 2000 : Renault Sport Clio Trophy, champion, (5 victoires)
- 2001 : Renault Sport Clio Trophy, champion, (5 victoires)
- 2002 : Renault Sport Clio Trophy, champion, (8 victoires)
- 2003 : Renault Sport Clio Trophy, champion, (5 victoires)
- 2004 : Championnat d'Europe de voitures de tourisme, (Alfa Romeo 156), 16e
- 2006 : Championnat du monde de voitures de tourisme, (BMW 320si), 19e
- 2007 : Championnat du monde de voitures de tourisme, (BMW 320si), 14e

...
- 2010 : 6 Heures de Vallelunga